# カメルーンの国旗
カメルーンの国旗（カメルーンのこっき Flag of Cameroon）は、汎アフリカ色を用いた三色旗を基調とした旗である。1960年の独立時には、単純な三色旗であったが、1961年に旗竿側に黄色の星が二つ追加されていた。1975年5月20日より、星の位置・数が変更された現在のデザインとなっている。
赤は統一、黄色は太陽、緑は森林を意味している。

ドイツ保護領カメルーンの旗
イギリス領カメルーンの旗 (1922年-1961年)
?1957年から1961年の国旗
?1961年から1975年の国旗